# 天神林ともみ
天神林 ともみ（てんじんばやし ともみ、6月8日 - ）は、日本の女性声優。北海道出身。ぷろだくしょんバオバブ所属。旧芸名は天神林 知美（読みは同じ）。

## 人物
資格は文書処理能力検定2級、ホームヘルパー養成研修3級。
特技はスキー。趣味は着物を着ること、野球観戦、通信販売。
方言は北海道弁。

## 出演

### テレビアニメ
2002年
- ワイルド7

2005年
- エンジェル・ハート（空港の人々）
- しましまとらのしまじろう（チーコ）

2008年
- はっけん たいけん だいすき!しまじろう（ハンカチおばけ）
- 名探偵コナン（2008年 - 2011年、寄席客、子供、学生）

2009年
- キディ・ガーランド（女性客B）
- 真・恋姫†無双（2009年 - 2010年、典韋） - 2シリーズ

2011年
- 機動戦士ガンダムAGE（少年）
- バトルスピリッツ 覇王（観客B）

2013年
- クレヨンしんちゃん（2013年 - 2022年、おねいさんC、子どもC）
- ドラえもん（テレビ朝日版第2期）（2013年 - 2014年、男子B、女の子A、クラスメイトA）
- トレインヒーロー（リュウ、子供）
- 忍たま乱太郎（忍者〈少年時代〉）

### OVA
- 真・恋姫†無双～乙女大乱〜†あわわっDVD第七巻はOVAすぺしゃるです〜†（2009年、典韋）
- 真・恋姫†無双†はにゃDVD第七巻はOVAすぺしゃるなのだ†（2010年、典韋）

### 劇場アニメ
- 名探偵コナン 探偵たちの鎮魂歌（2006年、ミラクルランド・エキストラ）
- STAND BY ME ドラえもん（2014年）
- 映画ドラえもん のび太の宇宙英雄記（2015年、子どもC）

### Webアニメ
- しろくまおやこのモバプリパ（2008年、しろくまかあさん）
- しろくまおやこのフォト★コミ劇場（2008年、しろくまかあさん）

### ゲーム
- ぱすてるチャイムContinue（2005年）

### ドラマCD
- レインボーマン（2007年、村の子供）
- マリア様がみてる ようこそ茶話会へ（2009年）

### 吹き替え

#### 映画
- セクレタリアト/奇跡のサラブレッド（ジョン）
- ハリー・ポッターと死の秘宝 PART2（女子生徒）
- マーヴェリックス/波に魅せられた男たち

#### ドラマ
- iCarly
- オンエアー（観光客、空港アナウンス）
- クリミナル・マインド7 FBI行動分析課
- シェキラ!（フリン・ジョーンズ）
- スターゲイト SG-1（少女）
- ナース・ジャッキー3
- ビバリーヒルズ高校白書
- ミディアム6 霊能者アリソン・デュボア
- ラブレイン

#### アニメ
- しろくまのクロード（ボリス）
- インド版 忍者ハットリくん（2012年 - 2017年、三葉ケン一[3]） - 4シリーズ

#### 人形劇
- フラグルロック（レッド・フラグル）※Apple TV+版

### テレビドラマ
- 腐女子デカ（ハピプリコーラス）